# آستین (فلوریدا)
آستین (به انگلیسی: Osteen) یک منطقهٔ مسکونی در ایالات متحده آمریکا است که در شهرستان ولوسیا، فلوریدا واقع شده‌است. آستین ۱۴٫۰۲ متر بالاتر از سطح دریا قرار دارد.